# Кобра филм
Кобра филм је приватна продуцентска кућа покренута 1994 године.
Власници компаније су Горан Бјелогрлић и познати глумац Драган Бјелогрлић.

## Настанак Кобра филма
1994 године у време општег разарања на просторима бивше СФРЈ, група младих уметника одлучује да се бори против деструкције креативношћу. Тог тренутка, чинило се да је култура у Србији ствар прошлости а филм и позориште пролазили су кроз најмрачнији период у српској културној историји.
Напуштени од свих институција културе, уметници окупљени око Кобре одлучили су да узму ствари у своје руке.
Први пројекат је била позоришна представа Моја драга из 1994 године - највећи хит те године тј. 90 000 гледалаца и више од 200 извођења била су равна чуду.
После је дошла на ред и филмска продукција: највећи независни пројекат у историји ју кинематографије филм Лепа села лепо горе ушао је у фазу припрема 1995 године, у то време највећи независни филмски пројекат на територији бивше Југославије. После годину дана борбе и три прекида снимања, филм је коначно приказан јуна 1996 године.
Постао је највећи филмски хит те године: 700 000 гледалаца у СРЈ, 70 000 у Словенији, 50 000 у Македонији и међународни успеси натерали су тадашње јавно мњење да уметнике окупљене око Кобра филма посматрају као најзначајнији културни феномен активне филмске индустрије.
У иностранству филм је постигао феноменалан успех: добио је 7 Гран прија на међународним фестивалима, био југословенски кандидат за награду Америчке филмске академије Оскар 1997 а баш те године филм је откупила француска компанија Канал + која га је продала у преко 50 земаља.
У лето 1997 почеле су припреме за нов пројекат Ране у сарадњи са Канал + и Пандора филмом.
Филм је премијерно приказан јуна 1998 године - изабран за филм године у Југославији где га је погледало 450 000 гледалаца, у Хрватској 50 000, први филм приказан после рата у Сарајеву 30 000, Словенији 50 000 и Македонији преко 30 000 гледалаца.
Филм је приказан на фестивалима у Торонту, Стокхолму ( 2 Гран прија за најбољи филм и најбољу улогу), Санденсу, Берлину, Љубљани, Солуну (Фипресци - награда међународне филмске критике)...
Светски дистрибутер Канал + продао је права за филм у преко 20 земаља...
Током 2000 године Кобра је реализовала нов филм Дарка Бајића Рат уживо - филм је видело преко 300 000 гледалаца.
2003 реализован је у продукцији Кобре првенац Милоша Радовића Мали свет који је постигао солидан успех у биоскопима а 2005 у копродукцији са Пинком реализован је филм Здравка Шотре Ивкова слава која је такође имала велику гледаност у биоскопима.
Током 2006 године у сарадњи са МТС и Интермедија Нетворком  за РТС је реализован римејк серијала Позориште у кући од 26 епизода.
Током 2007 и 2008 Кобра је у сарадњи са Адреналин продукцијом за Б92 реализовала популарну драмску серију Вратиће се роде која је постигла велики успех током приказивања на свим националним тв кућама широм бивше СФРЈ.
2017 приказана је 1 сезона популарне тв серије Сенке над Балканом у извршној продукцији Кобра филма за РТС где је постигла велику гледаност и популарност а током 2019 и друга сезоне серије за Јунајтед медију  приказана је путем  кабловског канала Нова С.

## Продукција филмова
| Год.       | Назив                  | Улога |
| ---------- | ---------------------- | ----- |
| 1994.      | Моја драга (представа) |       |
| 1996.      | Лепа села лепо горе    |       |
| 1998.      | Ране                   |       |
| 2000.      | Рат уживо              |       |
| 2003.      | Мали свет              |       |
| 2005.      | Ивкова слава           |       |
| 2007—2008. | Вратиће се роде        |       |
| 2021.      | Тома (филм)            |       |
| 2023.      | Тома (серија)          |       |
| 2023.      | Ланчана реакција       |       |
| 2017-2024. | Сенке над Балканом     |       |
| 2024.      | Ја, Пинк Пантер        |       |

## Пројекти у припреми
- Ланчана реакција ( радни наслов: Чувари формуле) - режија Драган Бјелогрлић